# Magniscyphus taboganus
Magniscyphus taboganus är en plattmaskart. Magniscyphus taboganus ingår i släktet Magniscyphus och familjen Hemiuridae. Inga underarter finns listade i Catalogue of Life.